# Barnes Wallis
Barnes Neville Wallis (26 settembre 1887 – 30 ottobre 1979) è stato un ingegnere e scienziato britannico, progettista del bombardiere Vickers Wellington ed ideatore della bomba terremoto e della Grand Slam e Tallboy.

## Biografia

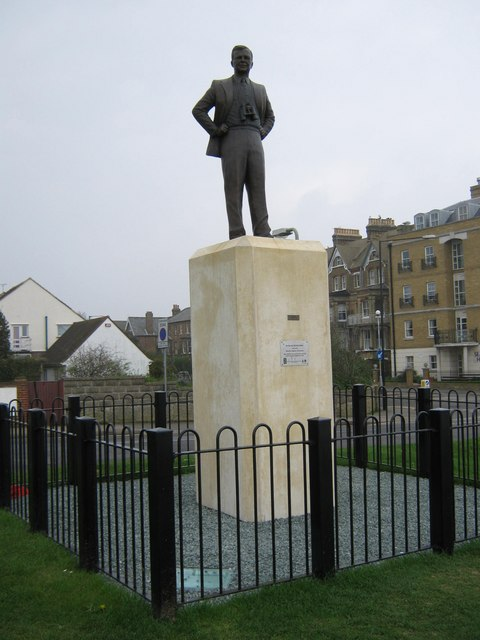
Statua di Barnes Wallis in Herne Bay, Kent, vicino al sito di prova delle Bouncing bomb

Nacque a Ripley nel Derbyshire, e da giovane frequentò la Haberdashers' Aske's Hatcham Boys' Grammar School nel sudest di Londra ma lasciò la scuola a 17 anni per iniziare a lavorare presso la Thames Engineering Works nella capitale britannica. Si laureò successivamente in ingegneria nel 1922 grazie allo University of London External Programme.
Lavorò in seguito per la for Vickers Limited fino al suo pensionamento nel 1971 ed alla sua morte, avvenuta nel 1979.

## Gli studi bellici
Fu interessato al problema dei bombardamenti delle dighe tedesche della Ruhr e condusse studi per la realizzazione di una bomba che potesse essere sganciata sul pelo dell'acqua e che a balzi successivi andasse a colpire le dighe ad una certa profondità, in modo da ottenere il maggiore effetto distruttivo. Studiò così una speciale bomba sferica e poi una cilindrica.

Schema di utilizzo di una bomba rimbalzante

Questa seconda (Bouncing bomb) venne usata dal 617º Squadron ''Dambusters'' della Royal Air Force comandato da Guy Gibson il 16 maggio 1943 per bombardare le dighe sul Möhne e sull'Eder. La missione sul Möhne, denominata operazione Chastise, portò, con gravi perdite tra i bombardieri, alla distruzione della diga che crollando inondò la vallata sottostante; morì circa un migliaio tra tedeschi e lavoratori coatti russi.